# Zoodes crassipes
Zoodes crassipes là một loài bọ cánh cứng trong họ Cerambycidae.